# 신대리역
신대리역(新垈里驛)은 조선민주주의인민공화국 강원도 통천군에 있는 금강산청년선의 철도역이다.

## 연혁
- 1932년 5월 21일 : 동해북부선(현 : 금강산청년선)의 벽양역(碧養驛)으로 개업[1]
- 1950년 : 한국 전쟁 발발로 폐지
- 1996년 : 금강산청년선의 신대리역으로 복원